# 화순 오류리 효자각
화순 오류리 효자각은 대한민국 전라남도 화순군 이양면에 있다. 2013년 12월 12일 화순군의 향토문화유산 제61호로 지정되었다.